# Back in Black
Back in Black (с англ. — «Возвращение в трауре») — седьмой студийный альбом австралийской рок-группы AC/DC, выпущенный 25 июля 1980 года на лейблах Albert Productions и Atlantic Records. Это был первый альбом группы, в котором Брайан Джонсон был ведущим вокалистом после смерти их предыдущего фронтмена Бона Скотта.
После коммерческого успеха предыдущей работы, Highway to Hell, AC/DC планировали записать продолжение, но 19 февраля 1980 года Скотт умер от алкогольного отравления после запоя. Оставшиеся участники ансамбля подумывали о роспуске, но в конечном итоге решили продолжить и наняли Джонсона, который до этого являлся вокалистом Geordie.
Материал пластинки был написан Джонсоном и братьями Ангусом и Малькольмом Янгами и записан в течение семи недель на Багамах с апреля по май 1980 года под руководством музыкального продюсера «Матта» Ланга, который ранее продюсировал Highway to Hell. После завершения звукозаписи группа провела микширование Back in Black на производственной базе Electric Lady Studios в Нью-Йорке. Полностью чёрная обложка альбома была задумана как «знак траура» по Скотту.
Back in Black имел беспрецедентный коммерческий успех. По оценкам, было продано 50 миллионов копий по всему миру, что сделало его одним из самых продаваемых альбомов в истории музыки. В поддержку альбома AC/DC организовали мировое турне, продлившее больше года, которое закрепило их среди самых популярных музыкальных коллективов начала 1980-х годов. С тех пор он был включен в многочисленные списки «величайших альбомов». 21 августа 2024 года пластинка была сертифицирована на платиновый статус Американской ассоциацией звукозаписывающих компаний (RIAA) 27 раз, что сделало её третьим самым продаваемым альбомом в США и самым продаваемым альбомом, который никогда не достигал первой строчки в американских чартах.

## Об альбоме
Смерть вокалиста Бона Скотта застала группу во время работы над этим альбомом и заставила полностью его переделать. Back in Black стал первым альбомом, записанным с пришедшим вместо Скотта Брайаном Джонсоном. Уже в новом составе были написаны песни «Hells Bells», «Have a Drink on Me», а также заглавный трек «Back in Black». Обложка альбома была сделана почти полностью чёрной, в память об ушедшем Скотте.
Альбом был дважды ремастирован и повторно выпущен — в 1997 году в составе комплекта Bonfire и в 2003 году в составе серии AC/DC Remasters.
По состоянию на 2023 год, этот альбом является третьим самым продаваемым в истории — продано более 49 миллионов копий.
6 декабря 2019 года альбом был сертифицирован Американской ассоциацией звукозаписывающих компаний (RIAA) за реализацию более 25 миллионов экземпляров этой пластинки в США. Back in Black впервые получил платиновый статус 13 октября 1980 года. В списке RIAA Back in Black является четвёртым по популярности альбомом всех времён и народов.

## Живое исполнение песен
На концертах исполнялись все песни альбома, кроме «Let Me Put My Love into You».
«Hells Bells», «Shoot to Thrill», «Back in Black» и «You Shook Me All Night Long» с момента появления исполняются на каждом концерте группы (лишь изредка бывают исключения).
«What Do You Do for Money Honey» исполнялась в турах Back in Black и For Those About to Rock до 2 февраля 1982 года. Песня вернулась спустя 19 лет в туре Stiff Upper Lip заменив песню «Safe in New York City» на последних 15 концертах в 2001 году.
«Givin’ the Dog a Bone» исполнялась на первых 9 концертах тура Back in Black, потом вернулась аж в 2016 году заменив «Baptism by Fire» в туре Rock or Bust. Также песня была исполнена на фестивале Power Trip в 2023 году, и на первых двух концертах Power Up тура в 2024.
«Have a Drink on Me» впервые была исполнена в 1982 году в туре For Those About to Rock где она исполнялась на 20 последних концертах, также она 2 раза исполнялась в туре Flick of the Switch в 1984 году, и 6 раз в туре Fly on the Wall в 1985 году. Песня вернулась спустя 30 лет и исполнялась на каждом концерте тура Rock or Bust. Также песня была исполнена на фестивале Power Trip в 2023 году, и исполняется в туре Power Up в 2024.
«Shake a Leg» была исполнена всего один раз на самом первом концерте тура Back in Black.
«Rock and Roll Ain’t Noise Pollution» исполнялась 12 раз в туре Back in Black, исполнялась на всех концертах туров For Those About to Rock, Flick of the Switch, Ballbreaker и Stiff Upper Lip. Также была исполнена 1 раз в туре Fly on the Wall, 22 раза в туре Blow Up Your Video и 3 раза в 2003 году на клубных концертах.

## Список композиций
Слова и музыка всех песен — написаны Ангусом Янгом, Малькольмом Янгом и Брайаном Джонсоном.
| №  | Название                         | Длительность |
| -- | -------------------------------- | ------------ |
| 1. | «Hells Bells»                    | 5:09         |
| 2. | «Shoot to Thrill»                | 5:14         |
| 3. | «What Do You Do for Money Honey» | 3:33         |
| 4. | «Givin’ the Dog a Bone»          | 3:30         |
| 5. | «Let Me Put My Love into You»    | 4:12         |

| №                   | Название                              | Длительность |
| ------------------- | ------------------------------------- | ------------ |
| 1.                  | «Back in Black»                       | 4:13         |
| 2.                  | «You Shook Me All Night Long»         | 3:28         |
| 3.                  | «Have a Drink on Me»                  | 3:57         |
| 4.                  | «Shake a Leg»                         | 4:03         |
| 5.                  | «Rock and Roll Ain’t Noise Pollution» | 4:12         |
| Общая длительность: | Общая длительность:                   | 41:31        |

## Участники записи
Приведены по сведениям базы данных Discogs.
:
- Брайан Джонсон — ведущий вокал
- Ангус Янг — соло-гитара
- Малькольм Янг — ритм-гитара, бэк-вокал
- Клифф Уильямс — бас-гитара, бэк-вокал
- Фил Радд — ударные

| Технический персонал: - «Матт» Ланг — музыкальный продюсер - Тони Платт — звукорежиссёр - Бенджи Армбристер — ассистент звукорежиссёра - Джек Ньюбер — ассистент звукорежиссёра - Брэд Самуэльсон — сведение - Боб Людвиг — инженер мастеринга, нарезка лакового слоя - Боб Дефрин — арт-директор - Роберт Эллис — фотографии Переиздание 1986 года (первое издание на CD): - Барри Диамент — инженер мастеринга Переиздание 1994 года: - Тед Йенсен — цифровой ремастеринг Переиздание 2003 года: - Майкл Фрейзер — мастеринг-супервайзер - Аль Квальери — мастеринг-супервайзер - Джордж Марино — инженер мастеринга, цифровой ремастеринг - Юджин Настаси — оцифровка | Переиздание 2003 года: - Smay Vision — дизайн буклета - Photofest — фотография (внешняя панель диджипака — левая) - Пол Кокс (фотоагентство London Features) — фотография (внутренняя панель диджипака — правая) - Фрэнк Гриффин — фотография (страница 10 буклета — левая снизу) - Анастасия Панциос — фотографии (страница 10 буклета — верхние и правая снизу) - Майк Каган (фотоагентство Retna) — фотография (страница 11 буклета) - Крис Уолтер (фотоагентство Retna) — фотография (страница 12 буклета) - Майкл Путланд (фотоагентство Retna) — фотографии (страницы 2—5, 8, 9, 14—15, а также задняя обложка буклета) - Росс Халфин (фотоагентство Idols) — фотографии (страницы буклета 6—7 и 13) - Albert Productions — подборка артефактов - Арно Дюрье — подборка артефактов - Дэвид Фрике — автор текста для буклета |

## Позиции в хит-парадах
Еженедельные чарты:
| Год       | Хит-парад                                  | Высшая позиция | Пребывание в чарте |
| --------- | ------------------------------------------ | -------------- | ------------------ |
| 1980      | Франция (IFOP)                             | 1              | 91 неделя          |
|           |                                            |                |                    |
| 1980—2025 | Австралия (Kent Music Report)              | 1              | нет данных         |
| 1980—2025 | Австрия (Ö3 Austria)                       | 6              | 63 недели          |
| 1980—2025 | Великобритания (UK Albums Chart)           | 1              | 62 недели          |
| 1980—2025 | Германия (Offizielle Top 100)              | 1              | 132 недели         |
| 1980—2025 | Канада (RPM Top Albums/CDs)                | 1              | нет данных         |
| 1980—2025 | Нидерланды (Nationale Hitparade LP Top 50) | 27             | 6 недель           |
| 1980—2025 | Новая Зеландия (New Zealand Albums Chart)  | 24             | 29 недель          |
| 1980—2025 | Норвегия (VG-lista)                        | 8              | 27 недель          |
| 1980—2025 | США (Billboard 200)                        | 4              | 634 недели         |
| 1980—2025 | Швеция (Topplistan)                        | 12             | 29 недель          |
|           |                                            |                |                    |
| 2003      | Франция (SNEP)                             | 1              | 25 недель          |
|           |                                            |                |                    |
| 2003—2022 | Швейцария (Schweizer Hitparade)            | 18             | 68 недель          |
|           |                                            |                |                    |
| 2005      | Испания (PROMUSICAE)                       | 33             | 7 недель           |
|           |                                            |                |                    |
| 2005—2023 | Италия (FIMI)                              | 22             | 387 недель         |
|           |                                            |                |                    |
| 2007—2014 | Финляндия (Suomen virallinen lista)        | 9              | 10 недель          |
|           |                                            |                |                    |
| 2007—2025 | США (Billboard Top Hard Rock Albums)       | 2              | 535 недель         |
|           |                                            |                |                    |
| 2008—2009 | Дания (Hitlisten)                          | 27             | 3 недели           |
|           |                                            |                |                    |
| 2010—2020 | Австралия (Australian Albums Chart)        | 38             | 3 недели           |
|           |                                            |                |                    |
| 2013      | Франция (IFOP)                             | 106            | 24 недели          |
|           |                                            |                |                    |
| 2015      | Франция (IFOP)                             | 100            | 1 неделя           |
|           |                                            |                |                    |
| 2017—2025 | США (Billboard Top Rock Albums)            | 6              | 308 недель         |
|           |                                            |                |                    |
| 2019      | Франция (IFOP)                             | 130            | 32 недели          |
|           |                                            |                |                    |
| 2019—2023 | Бельгия / Валлония (Ultratop)              | 86             | 43 недели          |
| 2019—2023 | Бельгия / Фландрия (Ultratop)              | 61             | 18 недель          |

Годовые чарты:
| Год  | Хит-парад                                                | Позиция |
| ---- | -------------------------------------------------------- | ------- |
| 1980 | Великобритания (Gallup Poll)                             | 37      |
| 1980 | Канада (RPM Year-End)                                    | 47      |
| 1980 | Франция (IFOP)                                           | 2       |
| 1980 | ФРГ (Offizielle Top 100)                                 | 37      |
|      |                                                          |         |
| 1981 | Австралия (Kent Music Report)                            | 3       |
| 1981 | Канада (RPM’s Top Albums/CDs)                            | 9       |
| 1981 | США (Billboard 200)                                      | 7       |
| 1981 | ФРГ (Offizielle Top 100)                                 | 5       |
|      |                                                          |         |
| 2002 | Канада (Nielsen SoundScan Top 100 Canadian Metal Albums) | 58      |
|      |                                                          |         |
| 2015 | США (Billboard 200)                                      | 114     |
|      |                                                          |         |
| 2016 | США (Billboard 200)                                      | 160     |
|      |                                                          |         |
| 2017 | США (Billboard Top Rock Albums)                          | 39      |
|      |                                                          |         |
| 2018 | США (Billboard 200)                                      | 189     |
| 2018 | США (Billboard Top Rock Albums)                          | 20      |
|      |                                                          |         |
| 2019 | США (Billboard 200)                                      | 125     |
| 2019 | США (Billboard Top Rock Albums)                          | 21      |
|      |                                                          |         |
| 2020 | США (Billboard 200)                                      | 89      |
| 2020 | США (Billboard Top Rock Albums)                          | 9       |
| 2020 | Швеция (Sverigetopplistan)                               | 84      |
|      |                                                          |         |
| 2021 | США (Billboard 200)                                      | 68      |
| 2021 | США (Billboard Top Rock Albums)                          | 7       |
| 2021 | Швеция (Sverigetopplistan)                               | 75      |
|      |                                                          |         |
| 2022 | США (Billboard 200)                                      | 84      |
| 2022 | США (Billboard Top Rock Albums)                          | 10      |
|      |                                                          |         |
| 2023 | США (Billboard 200)                                      | 140     |
| 2023 | США (Billboard Top Rock Albums)                          | 32      |
|      |                                                          |         |
| 2024 | США (Billboard 200)                                      | 162     |

## Сертификации и уровни продаж
| Регион | Сертификация   | Продажи    |
| --- | -------------- | ---------- |
| Австралия (ARIA) | 12× Платиновый | 920 000    |
| Австрия (IFPI Austria) | Платиновый     | 50 000*    |
| Аргентина (CAPIF) | 3× Платиновый  | 180 000^   |
| Великобритания (BPI) | 2× Платиновый  | 600 000    |
| Германия (BVMI) | 2× Платиновый  | 1 000 000^ |
| Дания (IFPI Danmark) | 2× Платиновый  | 40 000     |
| Испания (PROMUSICAE) | Золотой        | 50 000^    |
| Италия (FIMI) · учёт продаж начиная с 2009 года | 3× Платиновый  | 150 000    |
| Канада (Music Canada) | Бриллиантовый  | 1 000 000^ |
| Новая Зеландия (RMNZ) | 6× Платиновый  | 90 000     |
| Польша (ZPAV) | Золотой        | 10 000     |
| США (RIAA) | 27× Платиновый | 27 000 000 |
| Франция (SNEP) | 2× Платиновый  | 600 000*   |
| Швейцария (IFPI Switzerland) | 2× Платиновый  | 100 000^   |
| * Данные о продажах приведены только на основе сертификации. · ^ Данные о тиражах приведены только на основе сертификации. · Данные о продажах + прослушиваниях приведены только на основе сертификации. |                |            |